# Стефаница Лупу
Стефаница Лупу (на румънски: Ștefăniță Lupu; 1641 – 1661) е молдовски княз (войвода), управлявал от 1659 до 1661 г.

## Живот
Син е на княз Василий Лупу от втория му брак с черкезката Екатерина.
Стефаница Лупу е назначен за княз от Високата порта, в резултат на усилията на своя баща, изгнаник в Цариград. Стефаница поема престола на крехката 16-годишна възраст, но правата му върху престола са силно оспорвани. Убит е от недоволни боляри в град Бендери през 1661 г.